# Pilota d'Or 1970
El premi Pilota d'Or 1970, atorgat al millor futbolista europeu de l'any, a criteri d'un panell de periodistes esportius d'arreu dels territoris membres de la UEFA, fou entregat al davanter de la RFA Gerd Müller el 29 de desembre de 1970. Hi havia 26 votants, procedents d'Àustria, Bèlgica, Bulgària, Txecoslovàquia, Dinamarca, Alemanya Oriental, Anglaterra, Finlàndia, França, Grècia, Hongria, Itàlia, Luxemburg, Països Baixos, Noruega, Polònia, Portugal, República d'Irlanda, Romania, Unió Soviètica , Espanya, Suècia, Suïssa, Turquia, Alemanya Occidental i Iugoslàvia. Müller es va convertir en el primer jugador de l'Alemanya Occidental i el primer jugador del Bayern de Múnic a guanyar la Pilota d'Or.

## Classificació
| Posició | Nom                  | Club                     | Nacionalitat   | Punts |
| 1       | Gerd Müller          | Bayern de Múnic          | RFA            | 77    |
| 2       | Bobby Moore          | West Ham United FC       | Anglaterra     | 70    |
| 3       | Gigi Riva            | Cagliari Calcio          | Itàlia         | 65    |
| 4       | Franz Beckenbauer    | Bayern de Múnic          | RFA            | 32    |
| 5       | Wolfgang Overath     | 1. FC Köln               | RFA            | 29    |
| 6       | Dragan Džajić        | Estrella Roja de Belgrad | Iugoslàvia     | 24    |
| 7       | Johan Cruyff         | AFC Ajax                 | Països Baixos  | 13    |
| 8       | Gordon Banks         | Stoke City FC            | Anglaterra     | 8     |
| 8       | Sandro Mazzola       | Inter de Milà            | Itàlia         | 8     |
| 10      | Rinus Israël         | Feyenoord                | Països Baixos  | 7     |
| 10      | Gianni Rivera        | AC Milan                 | Itàlia         | 7     |
| 10      | Uwe Seeler           | Hamburger SV             | RFA            | 7     |
| 10      | Albert Shesternyov   | CSKA Moscou              | Unió Soviètica | 7     |
| 14      | Angelo Domenghini    | Cagliari Calcio          | Itàlia         | 4     |
| 14      | Ove Kindvall         | Feyenoord                | Suècia         | 4     |
| 14      | Francis Lee          | Manchester City FC       | Anglaterra     | 4     |
| 14      | Willem van Hanegem   | Feyenoord                | Països Baixos  | 4     |
| 18      | Alan Ball            | Everton FC               | Anglaterra     | 3     |
| 18      | Terry Cooper         | Leeds United FC          | Anglaterra     | 3     |
| 18      | Giacinto Facchetti   | Inter de Milà            | Itàlia         | 3     |
| 18      | Geoff Hurst          | West Ham United FC       | Anglaterra     | 3     |
| 22      | Eusébio              | SL Benfica               | Portugal       | 2     |
| 22      | Josip Skoblar        | Olympique de Marsella    | Iugoslàvia     | 2     |
| 24      | Cornel Dinu          | Romania Dinamo București | Romania        | 1     |
| 24      | Jean Djorkaeff       | Paris Saint-Germain FC   | França         | 1     |
| 24      | Florea Dumitrache    | Romania Dinamo București | Romania        | 1     |
| 24      | Franz Hasil          | Feyenoord                | Àustria        | 1     |
| 24      | Hans-Jürgen Kreische | Dynamo Dresden           | RDA            | 1     |
| 24      | Carles Rexach        | FC Barcelona             | Espanya        | 1     |